# Niet omdat het moet
Niet omdat het moet is een lied van de Nederlandse rapper Lil' Kleine in samenwerking met de Nederlandse rapper Ronnie Flex. Het werd in 2016 als single uitgebracht en stond in hetzelfde jaar als zesde track op het album WOP! van Lil' Kleine.

## Achtergrond
Niet omdat het moet is geschreven door Jorik Scholten, Ronell Plasschaert en Julien Willemsen en geproduceerd door Jack $hirak. Het is een nummer uit het genre nederhop met effecten uit de tropical house. In het lied rappen en zingen de artiesten over hoe ze vinden dat een meisje bij hun moet zijn met de reden dat het niet moet, maar gewoon omdat het kan. Het lied komt voort uit een opdracht die telecomprovider Tele2 aan marketingbedrijf INDIE Amsterdam had gegeven om een reclamecampagne te maken die vooral veel tieners zou bereiken. Dit was de campagne Omdat het moet, waarbij het motto "niet omdat het moet, maar omdat het kan" hoorde. Voor een van de reclames werden Lil' Kleine en Ronnie Flex gevraagd om een nummer te maken, waarbij INDIE Amsterdam bewust de artiesten zoveel mogelijke artistieke vrijheid gaf om het lied zo hitgevoelig mogelijk te maken en het niet als een "reclamelied" te laten klinken. Wel werd het motto van de campagne in het lied gebruikt.
Ook de bijbehorende videoclip werd in samenwerking met Tele2 gemaakt. In de muziekvideo, geregisseerd door Youssef Chellak, zijn de artiesten op verschillende exotische plekken te zien, zoals op een beeld van een sfinx en op de maan.
De single heeft in Nederland de driedubbele platinastatus.

## Hitnoteringen
De artiesten hadden succes met het lied in de hitlijsten van het Nederlands taalgebied. Het piekte op de eerste plaats van de Nederlandse Single Top 100 en stond één week op deze positie. In totaal stond het 17 weken in deze hitlijst. In de Nederlandse Top 40 kwam het tot de derde positie. Het was tien weken in de Top 40 te vinden. De piekpositie in de Vlaamse Ultratop 50 was de 38e plaats in de twee weken dat het in deze lijst stond.